# Hormazd IV

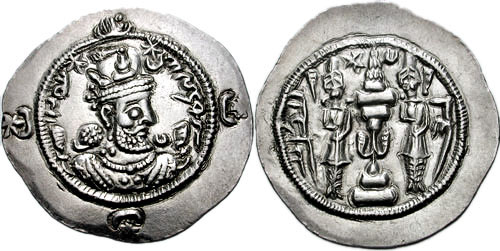
Drachme van Hormizd IV

Hormazd IV of Hormizd IV was een sjah van de Sassaniden, een dynastie die van de 3e eeuw tot 651 over het gebied dat nu Iran is heerste. Hormazd was de vierentwintigste sjah van de Sassaniden, zijn voorganger was zijn vader Khusro I en zijn opvolger zijn zoon Khusro II.
Hormazd IV heerste over het rijk van 579 tot 590. Hij werd ter dood gebracht door zijn meest succesvolle militaire bevelhebber, die hij nodeloos beledigd had naar aanleiding van een kleine nederlaag tegen de Byzantijnen. Deze generaal Varahran VI nam aan het hoofd van zijn leger de hoofdstad in en werd uitgeroepen tot Sjah. Hij bezette de troon van 590 tot 591, waarna hij verjaagd werd door Khusro die aan het hoofd van een groot Byzantijns leger zijn troon terug opeiste. Varahran VI vluchtte naar de Turken in Centraal-Azië die hem asiel verleenden.Een jaar later werd hij aldaar toch nog vermoord.In de Perzische literatuur is hij populairder dan de rechtmatige heersers.